# Oherville
Oherville là một xã thuộc tỉnh Seine-Maritime trong vùng Normandie miền bắc nước Pháp.

### Huy hiệu
| Arms of Oherville | The arms of Oherville are blazoned: Vert, on a bend sinister wavy argent between a trout argent and a garb (of wheat) Or, a mill wheel bendwise sinister in trian aspect proper. |

## Dân số
| 1962                                 | 1968 | 1975 | 1982 | 1990 | 1999 | 2006 |
| ------------------------------------ | ---- | ---- | ---- | ---- | ---- | ---- |
| 167                                  | 186  | 168  | 170  | 164  | 160  | 178  |
| Từ năm 1962: Dân số không tính trùng |      |      |      |      |      |      |